# Geoparque Mixteca Alta
El Geoparque Mixteca Alta tiene la finalidad de dar a conocer el patrimonio natural y social-histórico de la región, está localizado en el municipio de Yanhuitlán en el estado de Oaxaca, México. 
Además, tiene un fin geo turístico que promueve el bienestar de las y los habitantes. Tiene una superficie de 415 kilómetros cuadrados y está integrado por los municipios de Santo Domingo Yanhuitlán, Santo Domingo Tonaltepec, San Juan Teposcolula, San Bartolo Soyaltepec, Santa María Chachoapam, San Andrés Sinaxtla, San Juan Yucuita, Santiago Tilo y San Pedro Topiltepec. Además, es un territorio altamente diverso en aspectos naturales y culturales, lo que contribuyó a que fuera reconocido como geoparque.

## Historia
En América Latina el interés por establecer geoparques surge en 2006 con el establecimiento del Geoparque Mundial UNESCO de Araripe en Brasil. A partir de entonces diferentes territorios en Argentina, Brasil, Chile, Ecuador, México, Nicaragua, Perú, Uruguay y Venezuela comenzaron a desarrollar proyectos encaminados a la incorporación de nuevos territorios a la GGN.
Fue impulsado por el Instituto de Geografía de la Universidad Nacional Autónoma de México, uno de los primeros proyectos de geoparques en el país y reconocido como tal por la Organización de las Naciones Unidas para la Educación, la Ciencia y la Cultura en 2017.

## Aspectos geológicos y geomorfológicos
Los paisajes de esta zona geográfica son el resultado de miles de años de uso de suelo e interacción de distintos procesos geológicos, que han expuesto diversas formas de relieve resultado de la erosión, que sumado a su patrimonio histórico y cultural lo convierten en un sitio único en el mundo.
La formación de montañas y valles por grandes emisiones de lava y debido a la tectónica ocasionada por la falla Caltepec, son los dos procesos principales que dieron origen al relieve actual de Oaxaca. Los procesos magmáticos dieron origen a grandes edificios volcánicos, domos y derrames en forma de mesetas que cubrieron la falla Caltepec y cerraron los sistemas de drenaje, lo que dio origen a grandes lagos en Huajuapan-Tamazulapan, Yanhuitlán-Nochixtlán y los valles centrales.
La Formación Yanhuitlán está compuesta por materiales poco consolidados, lo que ha dado origen a un paisaje de laderas y cimas erosivas que destacan por grandes extensiones de cárcavas y badlands, rasgos estrechamente ligados a las prácticas agrícolas llevadas a cabo en la región desde hace al menos 3500 años y que responden a la demanda de alimentos por el crecimiento de la población en la mixteca. Además, las represas perpendiculares al cauce de los ríos en el fondo de los valles han tenido el propósito de retener sedimentos para formar terrazas agrícolas.
Los procesos erosivos del territorio así como otros factores abióticos (paleosuelos, cuerpos intrusivos, fósiles y karst) en relación con la historia y cultura de la zona constituyen el patrimonio natural y cultural del Geoparque Mixteca Alta. Las comunidades, establecidas allí por miles de años han tenido una intensa relación con el ambiente al grado de haberlo modificado en gran medida tal como se observa en los paisajes actuales del geoparque.

## Clima
El clima es templado subhúmedo con lluvias en verano. Sin embargo, las amenazas de la variabilidad climática se perciben con mayor frecuencia; por lo tanto, los incrementos de la temperatura e intensidad de la precipitación son más comunes junto con el retraso de la temporada de lluvia.

## Flora
La región de la Mixteca Alta se caracteriza por su biodiversidad y su alto nivel de endemismo. La confluencia de las provincias florístico-fisiográficas de la Mixteca Alta y la Depresión del Balsas propició que la Mixteca Alta albergue más de 1550 taxa nativos, 163 endémicas y 922 exclusivas de la región. Sin embargo, la cobertura forestal de la región ha presentado cambios y modificaciones, consecuencia de la agricultura y la ganadería, principalmente.
La vegetación reconocida de la región está conformada por bosques de pino y encino, matorrales xerófilos, palmares y pequeñas áreas con bosque tropical caducifolio y bosque mesófilo de montaña. Mientras que el geoparque presenta 13 tipos de vegetación tales como encino y pino, vegetación secundaria arbórea y arbustiva de bosque de encino, matorral secundario, matorral espinoso, pastizal inducido y vegetación ribereña.

## Aspectos sociales y económicos

### Prácticas agrícolas
La agricultura en la región presenta limitantes ambientales, como lluvias escasas e irregulares, estación de crecimiento corta, y poca extensión de suelos (poca profundidad, fertilidad y en pendiente), lo que ha ocasionado que las comunidades hayan creado alternativas para facilitar el cultivo. En el geoparque, se reconoce la práctica de dos distintos sistemas agrícolas de terrazas: de laderas y de lamabordos, siendo la última la práctica más conservada. Se refiere a un tipo de terraza formada por una pared de piedra, también conocido como camellón o muro, y el arenal o la superficie plana. Se suelen construir sobre los arroyos y aprovechan la erosión natural de los suelos que se encuentran más arriba.

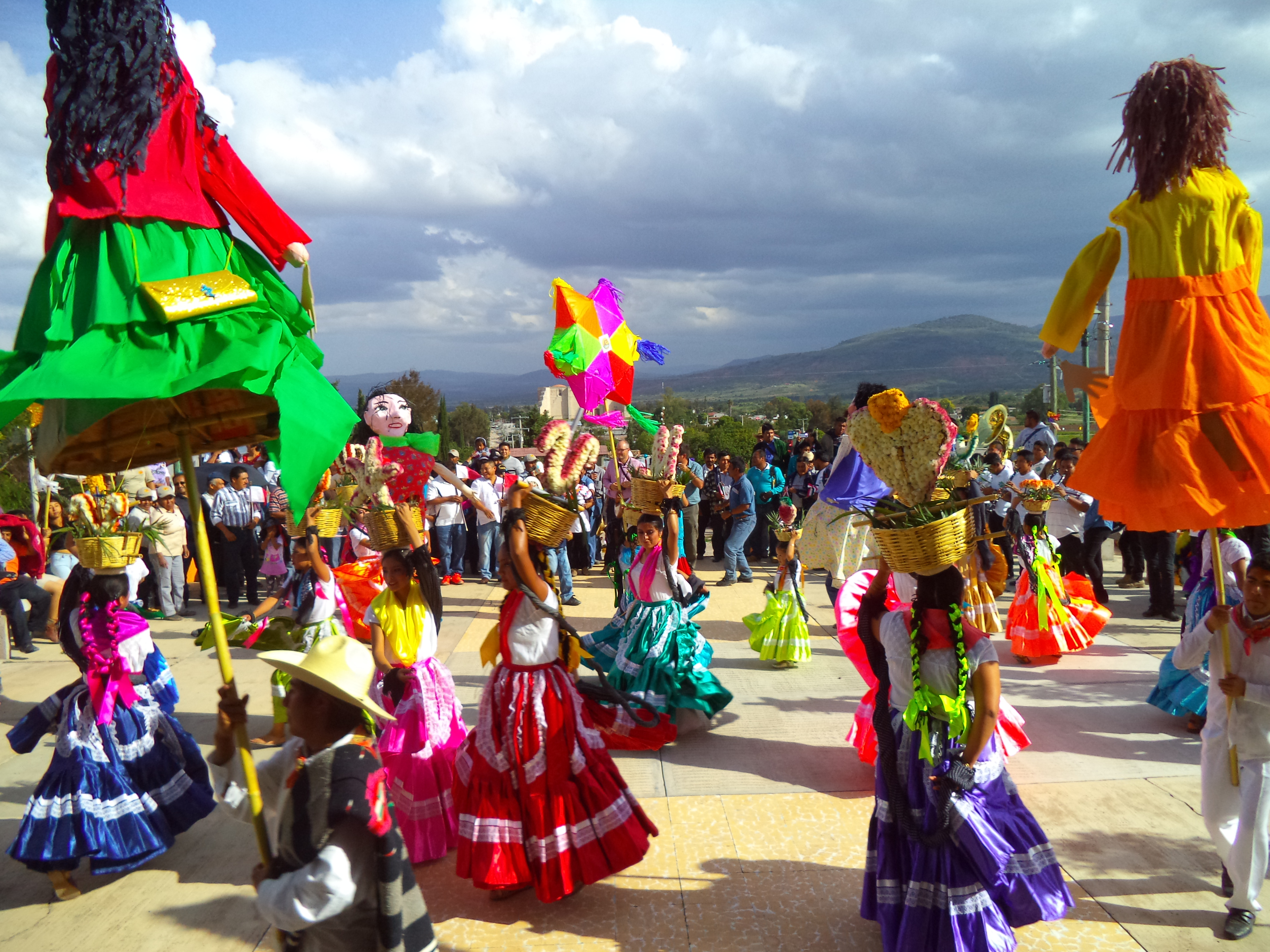
Tradición y cultura en el Geoparque Mundial Mixteca Alta.

#### Turismo y patrimonio cultural
Los geoparques son territorios con patrimonio geológico de relevancia internacional que se gestionan bajo un concepto holístico de protección, educación y desarrollo sostenible.
Desde sus inicios el GMA ha contado con la participación activa de las comunidades, a través de sus autoridades municipales y la población local, quienes están a cargo de la gestión de los territorios de acuerdo con sus usos y costumbres. Algunos se han capacitado como guías y contribuyen con el desarrollo local por medio del geoturismo.

##### Migración
La migración en la región ha contribuido a la reducción de población, al abandono de tierras agrícolas y otras actividades económicas de la zona geográfica.  Pese a los altos índices migratorios, la producción de maíz y otros granos básicos sigue siendo una actividad común para la mayoría de las familias, pero las actividades secundarias y terciarias son las que representan el mayor ingreso.

###### Administración
En los municipios que comprenden el geoparque se practica el tequio, que consiste en una forma de servicio comunitario donde se espera que los individuos participen de forma voluntaria como una expresión de solidaridad para mantener el bienestar de la comunidad. Esta forma de administración, en donde no sólo participan las y los ciudadanos y las autoridades locales, sino también las instituciones académicas, ha sido fundamental para el desarrollo y éxito del mismo.

## Problemas ambientales
La complejidad de la región radica en una problemática ambiental ocasionada por las actividades humanas. El cambio de uso de suelo por expansión de agroindustrias, granjas porcinas y de agricultura de subsistencia, contaminación de suelos y de mantos freáticos, sobrepastoreo por ganadería extensiva, deforestación y extracción forestal no maderable, desertificación y erosión de los suelos.

## Geoparque Mixteca Alta y COVID-19
La pandemia por COVID-19 afectó el geoparque, se dejaron de recibir visitantes, ocasionando una disminución en los ingresos de las familias que colaboran en el proyecto: guías, artesanos y artesanas, maestras, cocineras, transportistas, hoteleros. Las familias que se dedican a la crianza de ganado dejaron de vender ya que las fiestas en toda la región se cancelaron. Como consecuencia hubo un freno a la economía local y las familias tuvieron que recurrir a los recursos locales para sobrevivir. También en los primeros meses por la cancelación de los tianguis y el cierre de mercados hubo un desabasto temporal de alimentos básicos.

## Investigación científica y educación
Para que un territorio sea reconocido como Geoparque Mundial UNESCO debe contener un patrimonio geológico identificado y caracterizado que se utilice de forma sostenible para el desarrollo económico local, y que sean las comunidades, bajo sus propias formas culturales de organización, quienes establezcan las estrategias para la gestión del territorio. En ese sentido, el GMA es un proyecto comunitario, educativo, enfocado en enseñar y aprender cómo la naturaleza y la sociedad interactúan.